# Shuangbaisaurus
Shuangbaisaurus anlongbaoensis is een vleesetende theropode dinosauriër die tijdens het vroege Jura leefde in het gebied van de huidige Volksrepubliek China.

## Vondst en naamgeving
Een team van het Prefecturaal Museum van Chuxiong groef bij het dorp Liuna nabij Anlongbao in Yunnan, in het gebied van de autonome prefectuur Chuxiong Yi, een schedel op van een theropode.
In 2017 werd de typesoort Shuangbaisaurus anlongbaoensis benoemd en kort beschreven door Wang Guofu, You Hailu, Pan Shigang en Wang Tao. De geslachtsnaam verwijst naar de prefectuur Shuangbai. De soortaanduiding verwijst naar de stad Anlongbao waarvan de naam extra toepasselijk is omdat hij "fort dat een draak plaatst in het land" betekent.
Het holotype, CPM C2140ZA245, is gevonden in een laag moddergesteente van de onderste Fengjiaheformatie die dateert uit het vroege Jura. Het bestaat uit een schedel met onderkaken. Van de schedel ontbreekt de bovenkant van de snuit; van de onderkaken ontbreken de middengedeelten. De schedel is door vervorming sterk naar links gekromd. De onderkaken zitten nog aan de schedel vast.

## Beschrijving

### Grootte en onderscheidende kenmerken
Shuangbaisaurus is een middelgrote theropode. De schedel is ruim een halve meter lang wat wijst op een lichaamslengte van vijf à zes meter.
De beschrijvers wisten één autapomorfie, unieke afgeleide eigenschap, vast te stellen.  Boven de oogkassen ontspruiten naar voren in de lengterichting liggende kammen. Verder is er een unieke combinatie van op zich niet unieke kenmerken. De onderrand van de praemaxilla kromt naar boven (gedeeld met Dilophosaurus en specimen LFGT LDM-L10 van Sinosaurus). De praemaxilla is hoger dan lang (gedeeld met LFGT LDM-L10 doch bij Dilophosaurus en specimen KMV 8701 van Sinosaurus is het lichaam langer dan hoog). Het bovenste slaapvenster is klein, met een doorsnede die minder is dan de breedte overdwars van de tussen de bovenste slaapvensters liggende beenbalk van de wandbeenderen en ongeveer de helft van de lengte van het achterste schedeldak bedraagt.

### Skelet
De schedel is langwerpig, laag en smal. De lengte is vierenvijftig centimeter gemeten langs de onderrand, terwijl de achterste hoogte negentien centimeter bedraagt. De fenestra antorbitalis lijkt groot te zijn geweest, met een naar achteren hellende achterrand. De oogkas is trapeziumvormig met een kortere voorrand, horizontale bovenrand en een naar beneden gerichte punt. Ook het grote onderste slaapvenster is trapeziumvormig, breder van onderen en wat naar achteren hellend. Het wordt van achteren iets ingesnoerd door het squamosum.
De praemaxilla heeft een rechte achterrand en is duidelijk hoger geplaatst dan het bovenkaaksbeen. Het element is echter niet afhangend en de premaxillaire tanden zijn naar beneden gericht, niet schuin naar achteren. Er is geen inkeping of diasteem tussen praemaxilla en het bovenkaaksbeen. In plaats daarvan loopt de onderrand van de voorste tak van het bovenkaaksbeen schuin naar boven, bij de praemaxilla aansluitend. Hierdoor steekt de eerste maxillaire tand schuin naar voren. De voorste tak is ten opzichte van het hoofdlichaam van het bovenkaaksbeen ingesprongen, zodanig dat een naar achteren hellende opstaande rand ontstaat. Onder de opgaande tak van het bovenkaaksbeen bevindt zich een kleine fenestra promaxillaris. De fenestar antorbitalis heeft geen duidelijke uitholling op het bovenkaaksbeen: de zone re direct onder is bol gebogen. De meer achterste maxillaire tanden zijn tamelijk groot en steken recht omlaag. Hun aantal is onduidelijk wegens beschadigingen die ook het contact met het jukbeen verhullen. Boven de tandrij bevindt zich een opvallende horizontale groeve. Het jukbeen bereikt de rand van de fenestra antorbitalis niet. Een horizontale groeve op het jukbeen en de achterste tak ervan steken schuin naar beneden.
Het postorbitale heeft een slanke en lange neergaande tak, de achterrand van de oogkas. Hoewel het bovenste slaapvenster op zich klein is, wordt het omringd door een vrij grote uitholling. Boven de oogkassen zijn bases van grote kammen zichtbaar, hier cristae supraorbitales genoemd. Die zijn overdwars erg dik, ongeveer één centimeter, wat doet vermoeden dat hun afgebroken bovenzijden flink uitstaken. Het lijken uitlopers te zijn van de voorhoofdsbeenderen, met mogelijke bijdragen van de postorbitalia en prefrontalia. Meestal zijn dergelijke "hoorns" bij theropoden uitlopers van de traanbeenderen maar door de beschadigingen kan een mogelijke bijdrage daarvan hier niet worden vastgesteld. Als die bestond, is het aannemelijk dat de kammen tot ver naar voren over de snuit en de neusbeenderen doorliepen, hun positie bij Dilophosaurus.

## Fylogenie
Shuangbaisaurus is basaal in de Theropoda geplaatst. De precieze positie is onduidelijk omdat geen exacte kladistische analyse werd uitgevoerd, in afwachting van een betere beschrijving van "Dilophosaurus" sinensis en Sinosaurus, welke duidelijk verwante soorten zijn die ongeveer tegelijkertijd in Yunnan voorkwamen.